# 理论信息学
理论信息学是信息学的基础，它主要研究信息的本体和信息的處理过程，當中包括：信息的表達、信息的處理、信息的交流，以及中間所涉及的數學理論模式。
理论信息学主要包括：
- 编码理论
- 信息检测理论
- 估值理论
- 模式识别理论
- 随机过程理论